# Tobias Levels
Tobias Levels [ˈleː.fəls] (* 22. November 1986 in Tönisvorst) ist ein ehemaliger deutscher Fußballspieler. Als Fußballer war in der Defensive flexibel einsetzbar und agierte bevorzugt auf der linken oder rechten Außenbahn, konnte aber auch auf der Position des Innenverteidigers spielen. Nach seiner Karriere trat Levels vor allem als Verbreiter von Falschinformationen zur COVID-19-Pandemie sowie als Verschwörungstheoretiker mit Blick auf den russischen Überfall auf die Ukraine in Erscheinung.

## Karriere

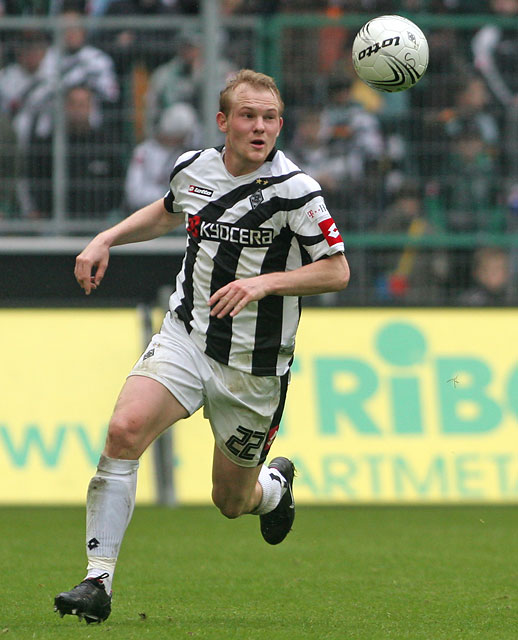
Tobias Levels bei Borussia Mönchengladbach 2008

Levels begann seine Karriere bei seinem Heimatverein SV St. Tönis. Danach ging er zum KFC Uerdingen, bevor im Juli 1999 der Wechsel zu Borussia Mönchengladbach folgte. Bei der Borussia kam Levels zunächst regelmäßig in der U23 (Amateure) zum Einsatz, mit denen er in der Saison 2005/06 in die Regionalliga Nord aufstieg.
Während der Vorbereitung auf die Saison 2006/07 nahm Levels erstmals am Training der Profis teil und wurde vom damaligen Mönchengladbacher Cheftrainer Jupp Heynckes auf das offizielle Mannschaftsfoto beordert. Am 10. September 2006 debütierte er im DFB-Pokalspiel gegen den SV Roßbach in der Lizenz-Mannschaft. Am 30. September 2006 gab Levels seine Bundesligapremiere in der Auswärtspartie bei Werder Bremen (0:3), in der er im Laufe der zweiten Halbzeit eingewechselt wurde. Zwei Spieltage später stand er im Spiel gegen den VfL Wolfsburg (3:1) erstmals in der Startelf und kam über die gesamten 90 Minuten zum Einsatz. Sein erstes Bundesligator erzielte Levels am 7. März 2009 beim 4:1-Sieg gegen den Hamburger SV.
Zur Saison 2011/12 wurde Levels an den Lokalrivalen Fortuna Düsseldorf ausgeliehen. Er wurde Stammspieler als rechter Außenverteidiger und holte mit der Fortuna in der Saison 2011/12 ungeschlagen die Herbstmeisterschaft der 2. Bundesliga. Fortuna schloss die Saison letztendlich auf dem dritten Tabellenplatz ab und setzte sich in der Relegation zur Bundesliga gegen Hertha BSC durch, Levels stand dabei in beiden Partien über die vollen 90 Minuten auf dem Platz. Nach dem Aufstieg wurde Levels zur Saison 2012/13 fest verpflichtet. Er unterschrieb einen Vertrag mit Gültigkeit bis zum 30. Juni 2014. Nachdem Levels am 10. August 2013 im Heimspiel gegen den TSV 1860 München den 2:1-Siegtreffer der Münchner verschuldet hatte, wurde er in der Schlussphase von einem Teil der eigenen Fans ausgepfiffen; bereits einige Tage vorher in der ersten Runde des DFB-Pokals gegen den SC Wiedenbrück hatte er das entscheidende Gegentor verschuldet. Nach dem Tränenausbruch bei Levels reagierte ein anderer Teil der Anhänger von Fortuna Düsseldorf auf die Pfiffe und skandierte seinen Namen; die Pfiffe beruhten auf Levels Unbeliebtheit aufgrund seiner Vergangenheit bei Borussia Mönchengladbach. Zwar hatten auch einige andere Spieler der Fortuna einst für die Gladbacher gespielt, doch Levels fühlte sich dem Verein verbunden.
Nachdem sein Vertrag bei Fortuna Düsseldorf nicht verlängert worden war, wechselte Levels nach einigen Monaten ohne Vereinszugehörigkeit im November 2014 zum Zweitligisten FC Ingolstadt 04, mit dem er im Sommer 2015 den Aufstieg in die erste Bundesliga feiern konnte. In der Hinrunde der Saison 2015/16 stand Levels stets in der Startelf der Ingolstädter und wurde nicht ausgewechselt, er verpasste nur ein Spiel wegen Gelbsperre. Die Rückrunde verpasste er jedoch aufgrund einer Knöchelverletzung komplett.
Am 27. März 2017 gab der FC Ingolstadt 04 bekannt, dass Levels zukünftig in der U-23-Mannschaft spielen wird. Grund hierfür war eine Auseinandersetzung mit dem Trainer, Maik Walpurgis. Nachdem Stefan Leitl als Trainer Ende August 2017 Nachfolger von Walpurgis geworden war, wurde Levels wieder fester Bestandteil im Kader der „Schanzer“. Sein Vertrag beim FC Ingolstadt 04 lief bis zum Ende der Saison 2017/18. Im Sommer 2018 beendete Levels seine aktive Fußballkarriere und lebt seitdem wieder in Mönchengladbach. In einem Interview äußerte er als Begründung für sein frühes Karriereende mit 31 Jahren: „Ehrlicherweise hat es mir gereicht. Ich liebe Fußball, aber nicht das Geschäft drumherum. Ich passe da nicht rein.“

## Erfolge
- Aufstieg 2011/12 in die Bundesliga (mit Fortuna Düsseldorf)
- Zweitligameister 2015 und Aufstieg in die Bundesliga (mit dem FC Ingolstadt 04)

## Privat
Levels ist als Sohn niederländischer Eltern in Deutschland geboren und aufgewachsen. Er besitzt die deutsche Staatsangehörigkeit.
Levels ernährt sich vegan. Nach seiner Zeit als Profifußballer gründete er ein Unternehmen, das vegane Nahrungsmittel u. a. über einen Internetshop vertreibt.
Auf seinen Kanälen in sozialen Medien verbreitet Tobias Levels Falschinformationen zur COVID-19-Pandemie und zur angeblich gestohlenen, verlorenen Präsidentschaftswahl in den Vereinigten Staaten 2020 („Big Lie“). Den Angriffskrieg Russlands gegen die Ukraine bezeichnete Levels als „Fake“; bei dazu gezeigten Bildern handele es sich um Aufnahmen aus dem jugoslawischen Bürgerkrieg.